# Evan Lurie

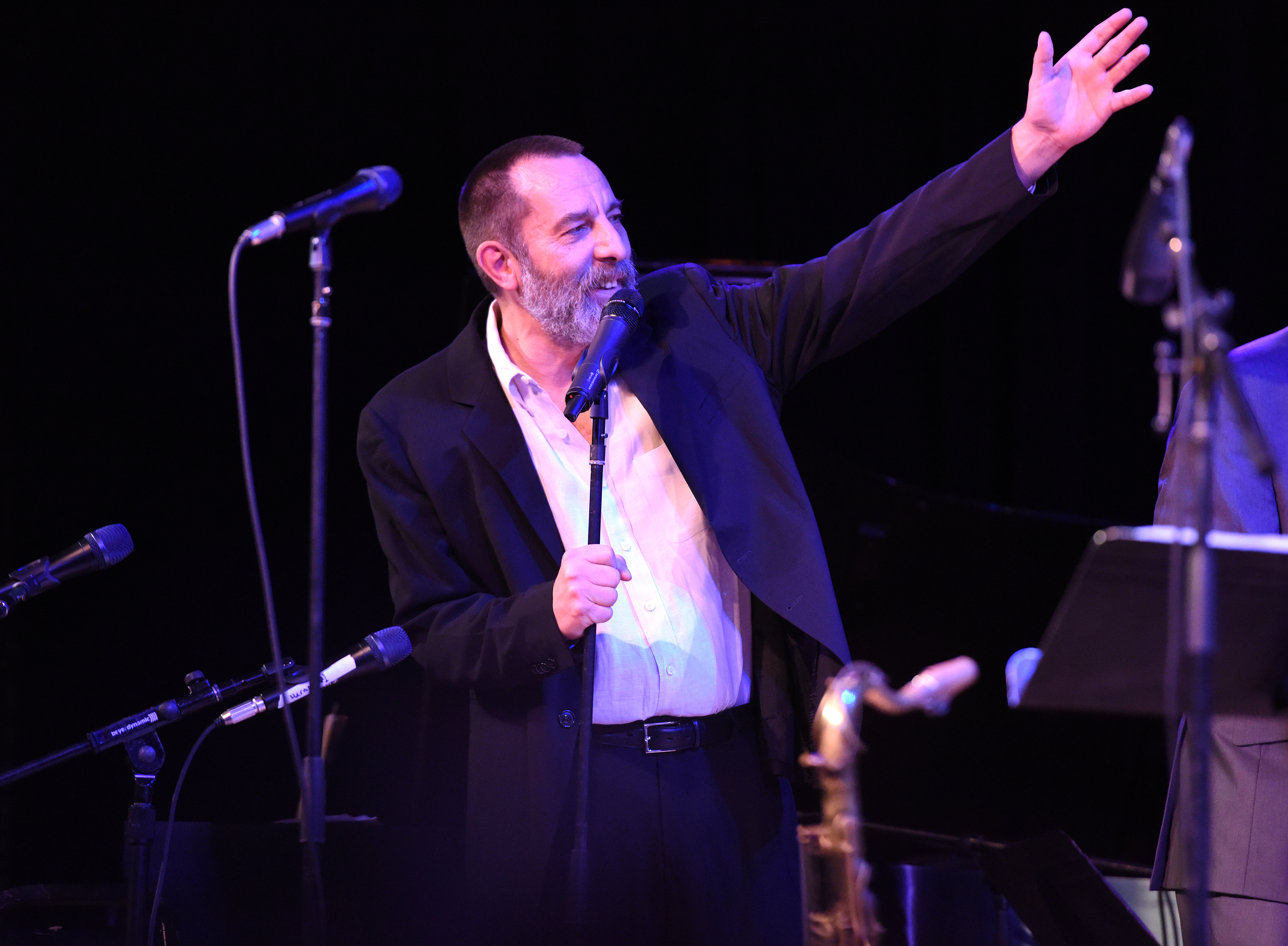
Evan Lurie (2014)

Evan Lurie (n. 28 de septiembre de 1954) es un compositor y músico estadounidense nacido en Minneapolis, Minnesota. Fue miembro fundador de la banda de jazz The Lounge Lizards, junto a su hermano John Lurie.
Ha compuesto música para varias películas y programas de televisión, incluyendo el show para niños The Backyardigans, el cual dispone de un género musical diferente en cada capítulo. Otros de sus más notables trabajos como compositor en el cine incluye Joe Gould's Secret de Stanley Tucci y Trees Lounge de Steve Buscemi.

## Filmografía
- Interview (2007)
- Face Addict (2005, documental)
- Lonesome Jim (2005)
- The Backyardigans (2004, serie)
- The Whole Shebang (2001)
- Oswald (2001, serie)
- Fear of Fiction (2000)
- Lisa Picard is Famous (2000)
- Happy Accidents (2000)
- Joe Gould's Secret (2000)
- Side Streets (1998)
- O.K. Garage (1998)
- Homo Heights (1998)
- Office Killer (1997)
- Trees Lounge (1996, de Steve Buscemi)
- Phinehas (1996, cortometraje)
- Layin' Low (1996)
- The Salesman and Other Adventures (1995, cortometraje)
- The Monster (1994, de Roberto Benigni)
- The Night We Never Met (1993)
- Under Cover of Darkness (1992)
- Johnny Stecchino (1991, de Roberto Benigni)
- The Kill-Off (1989)
- Kizu (1988)
- Il piccolo diavolo (1988, de Roberto Benigni)
- Chôchin (1987)
- The Kitchen Presents Two Moon July (1986, documental)
- Subway Riders (1981)